# Tess Asplund
Tess Asplund (Cali, Colòmbia, 1974) és una activista sueca que va obtenir ressò mediàtic de resultes de la seva protesta contra neonazis a Borlänge, Suècia. David Lagerlöf és el fotògraf de la imatge viral d'Asplund, la qual mostra l'activista amb el puny enlaire i fent front a membres uniformats de l'associació sueca Moviment Nòrdic de Resistència (Nordic Resistance Movement —en anglès— i Nordiska Motståndsrörelsen —en suec—). Asplund és originària de Colòmbia i es defineix com a afrosueca. Sobre l'incident, Asplund va comentar “Si aquesta fotografia pot aconseguir que més persones gosin mostrar resistència, llavors em sembla molt bé... Les persones s'han d'unir per demostrar que no és correcte que el racisme es normalitzi ni que els feixistes campin al voltant dels nostres carrers.”
Asplund és membre d'Afrophobia Focus.
Asplund és també citada a Aftonbladet com a covíctima d'una agressió brutal amb astes de bandera duta a terme per tres homes d'origen polonès, en una manifestació d'ultradreta populista al centre d'Estocolm de la qual els homes polonesos semblaven formar-ne part.
L'any 2016 Asplund va ser inclosa a la llista de les 100 Dones de la BBC, al costat de dones com Alicia Keys, Ellinah Wamukoya i Nadiya Hussain. El tema de la llista d'aquell any era el desafiament.